# Beskonkurentna inhibicija
Beskonkurentna inhibicija je tip enzimske inhibicije pri kojoj inhibitor redukuje aktivnost enzima i vezuje se jednako dobro za enzim nezavisno od toga da li je on vezan za supstrat ili nije.
Mešoviti inhibitor se može vezati za enzim nezavisno od toga da li je on već vezan za supstrat, međutim inhibitor tipično ima veći afinitet vezivanja enzima u jednom od stanja.

## Terminologija
Važno je da se napomene da iako se svi beskonkurentni inhibitori vezuju za enzim na alosternim mestima (i.e. lokacijama izvan njegovog aktivnog mesta) — nisu svi inhibitori koji se vezuju za alosterna mesta beskonkurentni inhibitori.  Zapravo, alosterni inhibitori mogu da deluju kao konkurentni, beskonkurentni, ili nekonkurentni inhibitori.
Mnogi izvori spajau ova dva termina, ili navode definiciju alosterne inhibicije kao definiciju za beskonkurentnu inhibiciju.

## Mehanizam
Beskonkurentna inhibicija odražava sistem gde inhibitor i supstrat mogu da budu vezani za enzim u bilo koje vreme. Kad su supstrat i inhibitor vezani, enzim-supstrat-inhibitor kompleks ne može da formira produkt i može se samo konvertovati nazad u enzim-supstrat kompleks ili enzim-inhibitor kompleks. Beskonkurentna inhibicija se razlikuje od opšte mišovite inhibicije po tome što inhibitor ima jednaki afinitet za enzim i enzim-supstrat kompleks.
Najčešći mehanizam beskonkurentne inhibicije obuhvata reverzibilno vezivanje inhibitora za alosterno mesto, iako je moguć scenario gde inhibitor na drugi način uključujući direktno vezivanje za aktivno mesto. Razlikuje se od konkurentne inhibicije po tome što vezivanje inhibitora ne sprečava vezivanje supstrata, i vice versa, ono jednostavno može da sprečava formiranje produkta tokom ograničenog vremena.
Ovaj tip inhibicije redukuje maksimalnu brzinu hemijske reakcije bez promene pojavnog afiniteta vezivanja katalizatora za substrate (Kmapp – pogledajte Mihaelis-Mentenova kinetiku).

## Jednačina
U prisustvu beskonkurentnog inhibitora, pojavni afinitet enzima je ekvivalentan sa aktuelnim afinitetom. U smislu Mihaelis-Mentenove kinetike, Kmapp = Km. Ovo se može smatrati posledicom Le Šateljeovog principa, zato što se inhibitor vezuje za enzim i za enzim-supstrat kompleks jednakom jačinom tako da se održava ravnoteža. Međutim, pošto je konvertovanje supstrata u produkt dela enzima uvek onemogućeno, efektivna enzimska koncentracija je snižena.
Matematički,
{\displaystyle V_{max}^{app}={\frac {V_{max}}{1+{\frac {[I]}{K_{I}}}}}}
{\displaystyle {apparent\ [E]_{0}}={\frac {[E]_{0}}{1+{\frac {[I]}{K_{I}}}}}}

## Primer: beskonkurentni inhibitori enzima CYP2C9
Beskonkurentni inhibitori CYP2C9 enzima uključuju nifedipin, tranilcipromin, fenetil izotiocijanat, i 6-hidroksiflavon. Simulacije računarkim dokingom i konstruisani substituisani mutanti indiciraju da je beskompetentno mesto vezivanja 6-hidroksiflavona alosterno mesto vezivanja CYP2C9 enzima.